# 代扎
代扎（Dedza）是马拉维中央区代扎县的一座主要镇区。位于马拉维首都利隆圭以南大约85千米，有国道1号线（M1）公路与布兰太尔连接。本区海拔在1590米左右，为马拉维海拔最高的城市。六月至七月最冷，尤其在早晚时分。这个镇的主要产业是陶瓷业。

## 人口数据
| 年份 | 人口   |
| ---- | ------ |
| 1987 | 16 899 |
| 1998 | 15 259 |
| 2008 | 15 753 |